# Leopold II van België

Koninkijke eedaflegging

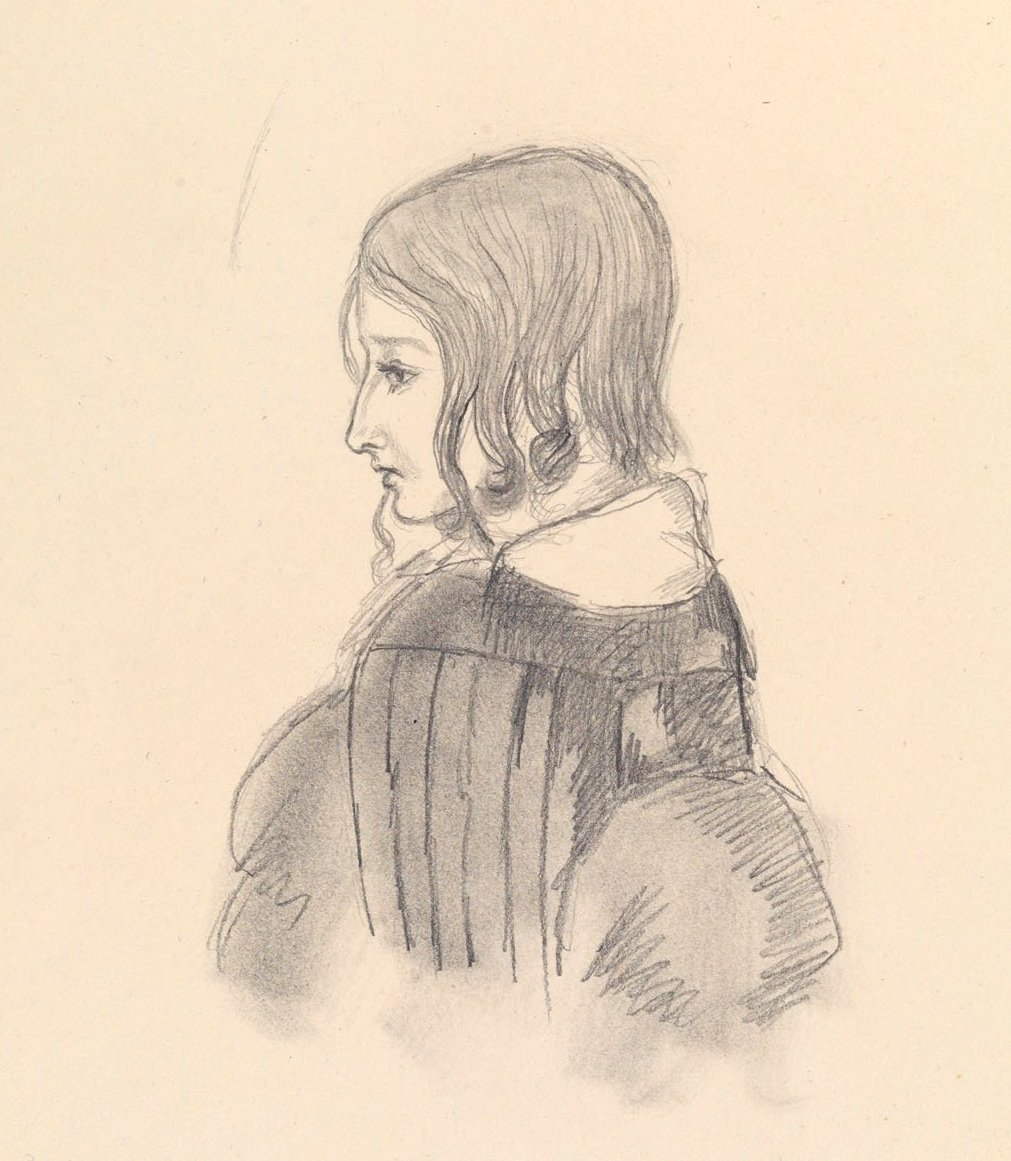
Portret van de zesjarige Leopold door koningin Victoria

Leopold Lodewijk Filips Maria Victor van Saksen-Coburg en Gotha (Brussel, 9 april 1835 – Laken, 17 december 1909), prins van België, hertog van Saksen, prins van Saksen-Coburg en Gotha, hertog van Brabant en senator, was de tweede koning der Belgen. Hij was de tweede, maar de oudste overlevende zoon van Leopold I van België en Louise Marie van Orléans. Hij volgde op 17 december 1865 zijn vader op en bleef koning tot zijn dood.
Leopold II was ook de stichter, eigenaar en soeverein van de Onafhankelijke Congostaat (of Congo-Vrijstaat), zijn privé-project. Dit werd hem toegezegd door de Koloniale Conferentie van Berlijn. Ten tijde van zijn koningschap zijn er veel gruweldaden in Congo-Vrijstaat gepleegd, waardoor zijn nalatenschap omstreden is.

## Jeugd
Leopold werd op 9 april 1835 geboren in het Koninklijk Paleis van Brussel als tweede kind van de regerende Belgische koning Leopold I en diens tweede vrouw Louise, de dochter van de Franse koning Lodewijk Filips. Een eerder geboren zoon was in 1834 tijdens zijn eerste levensjaar gestorven, zodat Leopold in de praktijk het oudste overlevende kind was. Toen hij twee jaar was kreeg Leopold een broer, Filips, en op zijn vijfde kwam er een zus bij, Charlotte.
De Franse Februarirevolutie van 1848 dwong Lodewijk Filips, Leopolds grootvader aan moederszijde, om te vluchten naar het Verenigd Koninkrijk. Twee jaar later, in 1850, stierf hij. Leopolds fragiele moeder was erg getroffen door de dood van haar vader en haar gezondheid verslechterde. Nog datzelfde jaar stierf ze aan tuberculose, toen Leopold 15 jaar oud was.

## Huwelijk en maîtresses
Leopold werd uitgehuwelijkt op 18-jarige leeftijd. Op 22 augustus 1853 huwde hij in Brussel met aartshertogin Maria Hendrika van Oostenrijk. Zij was de kleindochter van keizer Leopold II en haar vader aartshertog Jozef van Oostenrijk was paltsgraaf van Hongarije. Keizer Frans Jozef verleende Leopold de orde van het Gulden Vlies als huwelijksgeschenk.
In 1855 maakte Leopold met zijn echtgenote een lange reis door de Middellandse Zee en hij bracht een bezoek aan Rome en het Vaticaan. Hij werd er ontvangen door paus Pius IX.
Leopold en Maria Hendrika van Oostenrijk hadden vier kinderen:
- Louise (1858-1924), trouwde met Filips van Saksen-Coburg en Gotha;
- Leopold (1859-1869);
- Stefanie (1864-1945), trouwde met Rudolf van Oostenrijk;
- Clementine (1872-1952), trouwde met Napoleon Victor Bonaparte.

Na de dood van kroonprins Leopold verzuurde het huwelijk tussen Leopold en Maria Hendrika. Na de geboorte van hun jongste dochter Clementine ontstond er een breuk tussen de twee echtgenoten. Omdat Leopolds enige zoon en troonopvolger op jonge leeftijd overleed, werd zijn broer, prins Filips, graaf van Vlaanderen, de wettige troonopvolger; maar daar deze nagenoeg doof was, achtte Leopold hem niet in staat de Belgische troon te bestijgen. Hij vestigde zijn hoop op diens zoon Boudewijn, die echter eveneens vroegtijdig stierf. Uiteindelijk stierf ook Filips nog vóór Leopold, en werd Leopold II rechtstreeks opgevolgd door Albert, Boudewijns jongere broer.
Een Franse danseres, prinses Cléo de Mérode (1875-1966), zou geruime tijd de maîtresse van Leopold zijn geweest, hoewel zij dat altijd heeft ontkend. De koning heeft een tijdlang de spotnaam Cléopold gekregen en er circuleerden spotprenten over deze vermeende affaire.
Nadat de koningin in 1902 overleden was, kreeg Leopolds minnares Blanche Delacroix, barones de Vaughan (1883-1948), een vaste residentie in Laken, in de Villa Vanderborght en ook een in Oostende. Via een onderaardse gang (geheime tunnel) kon Leopold zonder gezien te worden vanuit het Koninklijk Chalet de villa van zijn maîtresse bereiken.
Blanche Delacroix schonk de oude vorst twee buitenechtelijke zoons:
- Lucien Philippe Marie Antoine Durrieux (1906–1984);
- Philippe Henri Marie François Durrieux (1907–1914).

Toen Blanche zwanger was van haar tweede zoon, liepen er geruchten, dat niet Leopold, maar haar vroegere minnaar Durrieux - waarmee ze na de dood van Leopold huwde - de vader was. Durrieux dook in die tijd ook te pas en te onpas op in Brussel. Haar tweede zoon werd geboren met atrofie aan de linkerhand; juist die handicap was voor Leopold het bewijs dat hij de vader is. Vijanden van de koning spotten dat het jongetje "een stompje heeft zoals de Afrikanen bij wie Leopold een hand heeft laten afhakken".
De koning was dolgelukkig en bedroefd tegelijk; na drie dochters en een voortijdig gestorven zoon had hij ineens twee zonen, maar deze waren uitgesloten van de Belgische troon. De koning bedacht ze met titres de courtoisie (zonder decreet of erkenning) van hertog van Tervuren en graaf van Ravenstein. Ze kregen samen met hun moeder een groot deel van de erfenis, in tegenstelling tot zijn dochters. Leopold trouwde vijf dagen voor zijn dood met Blanche in een religieuze ceremonie, die geen enkele validiteit had onder de Belgische wet. Na haar tweede huwelijk kregen de jongens de naam Durrieux.

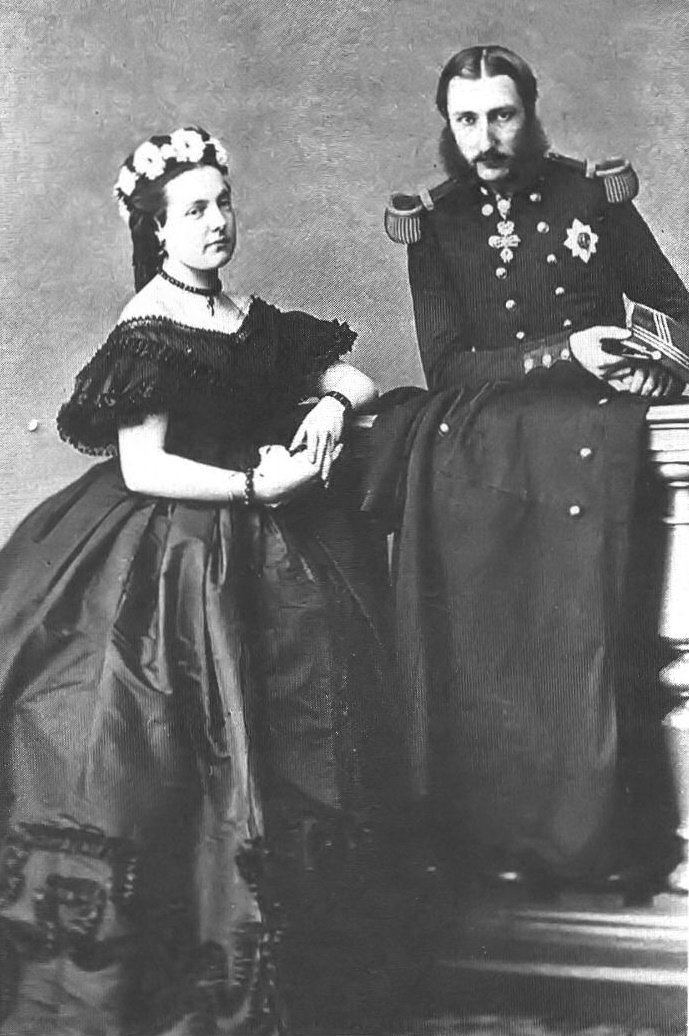
Maria Hendrika van Oostenrijk en Leopold II van België.
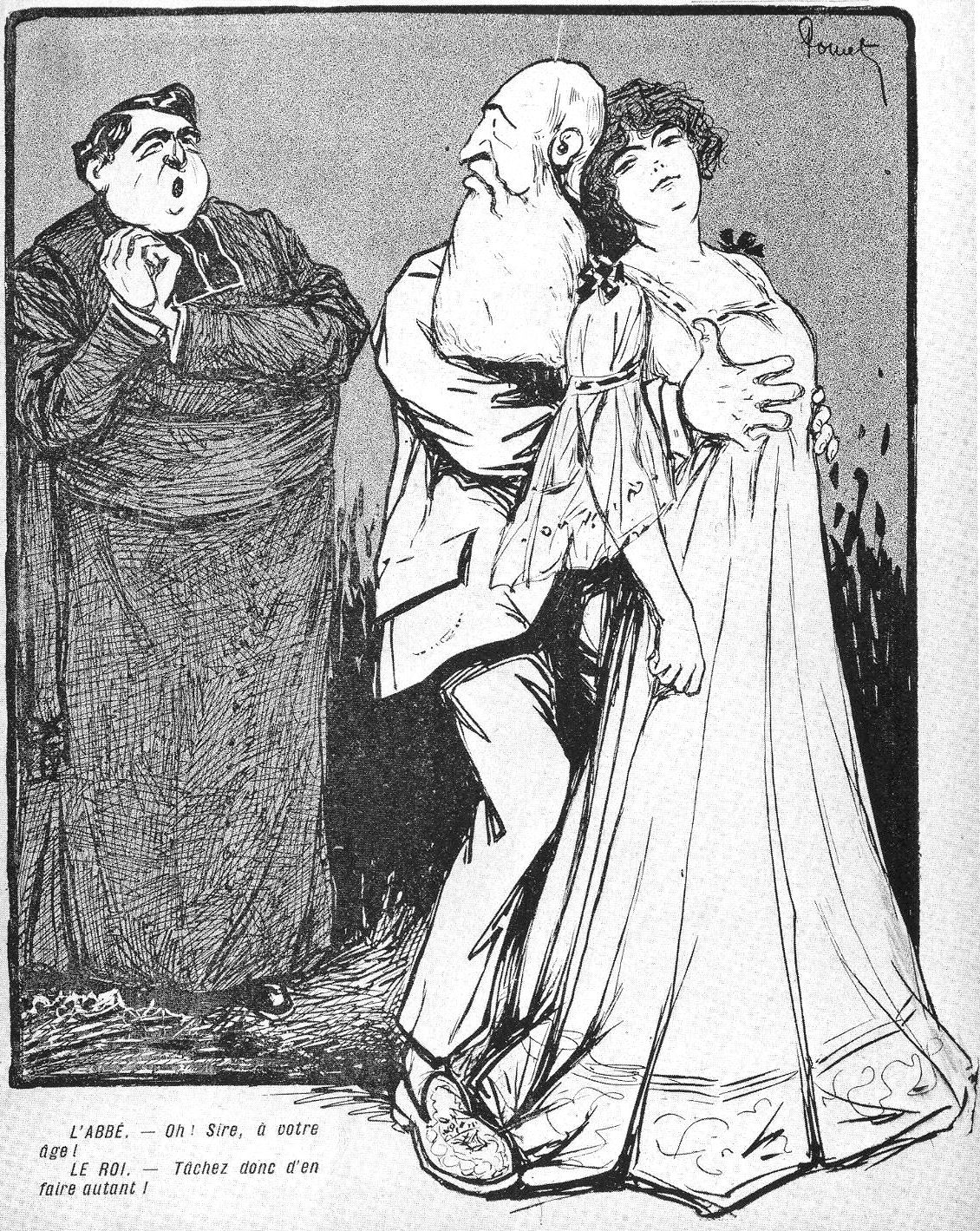
Pastoor: 'Oh Sire, op uw leeftijd!' Koning: 'Probeer mij maar eens na te doen!'
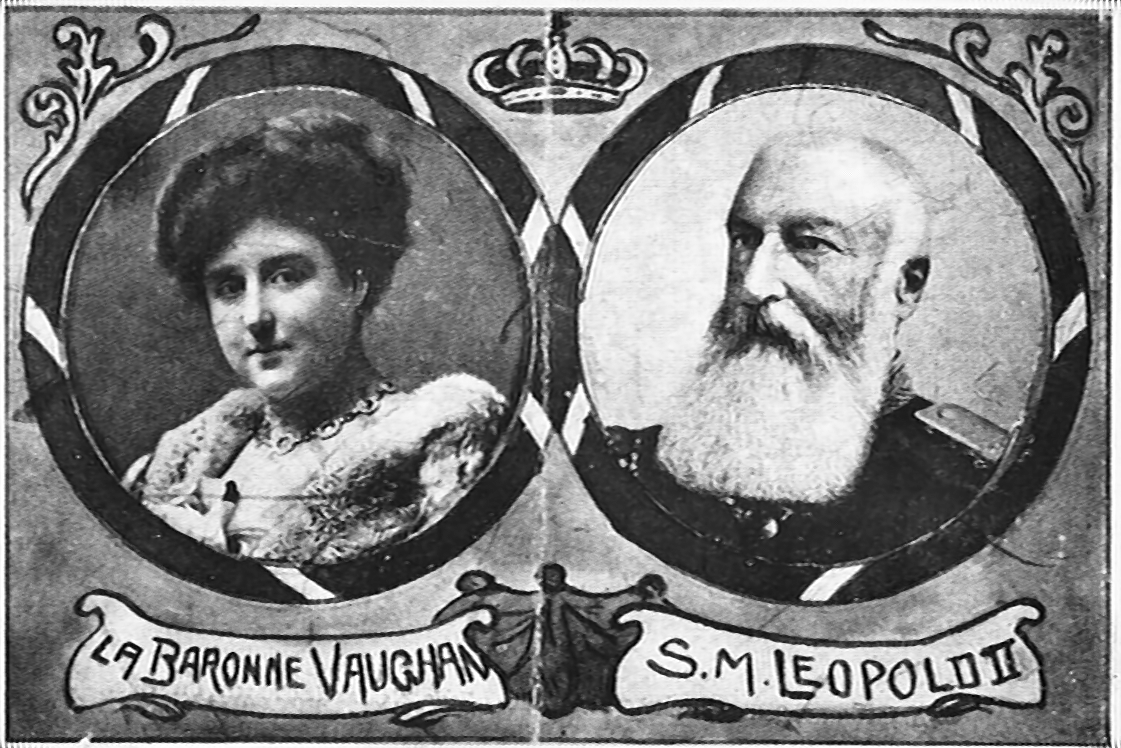
Leopold en barones de Vaughan.
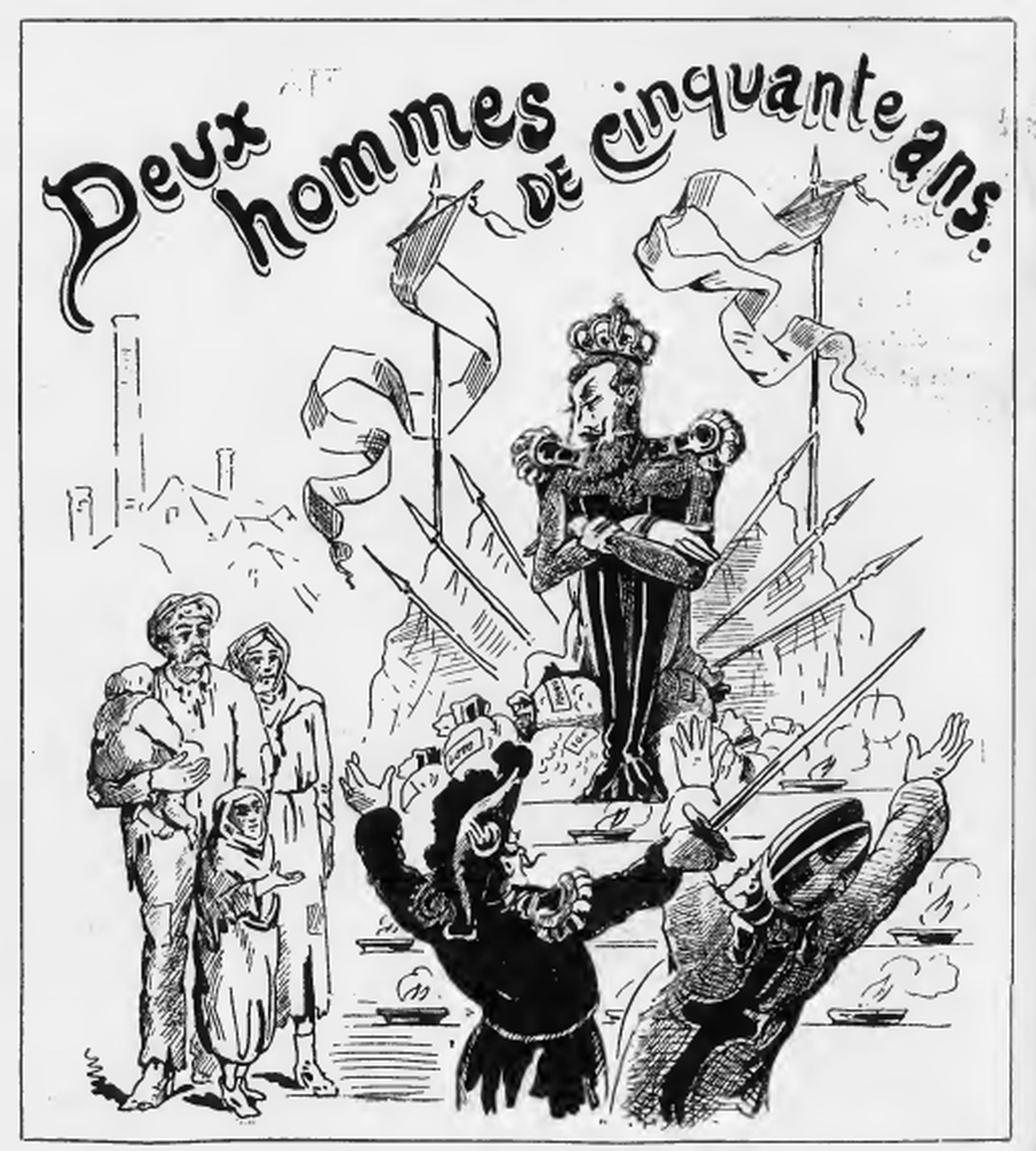
Cartoon die de vijftigste verjaardag van Koning Leopold II van de Belgen uitbeeldt.
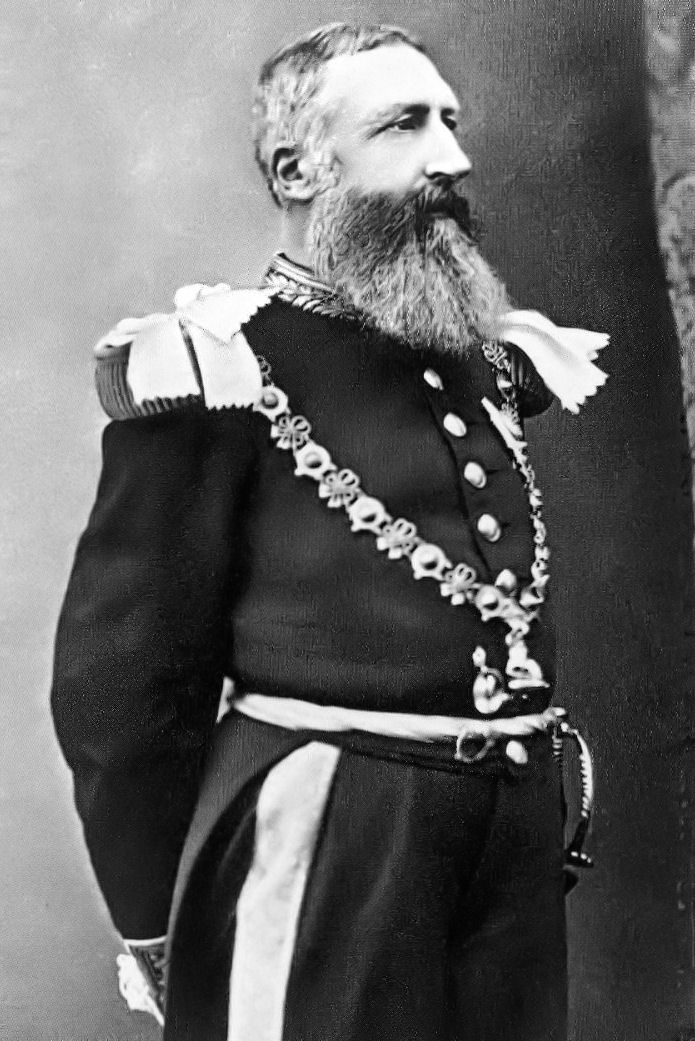
Als ridder in de Orde van de Kousenband en Orde van het Gulden Vlies.

## Hertog van Brabant

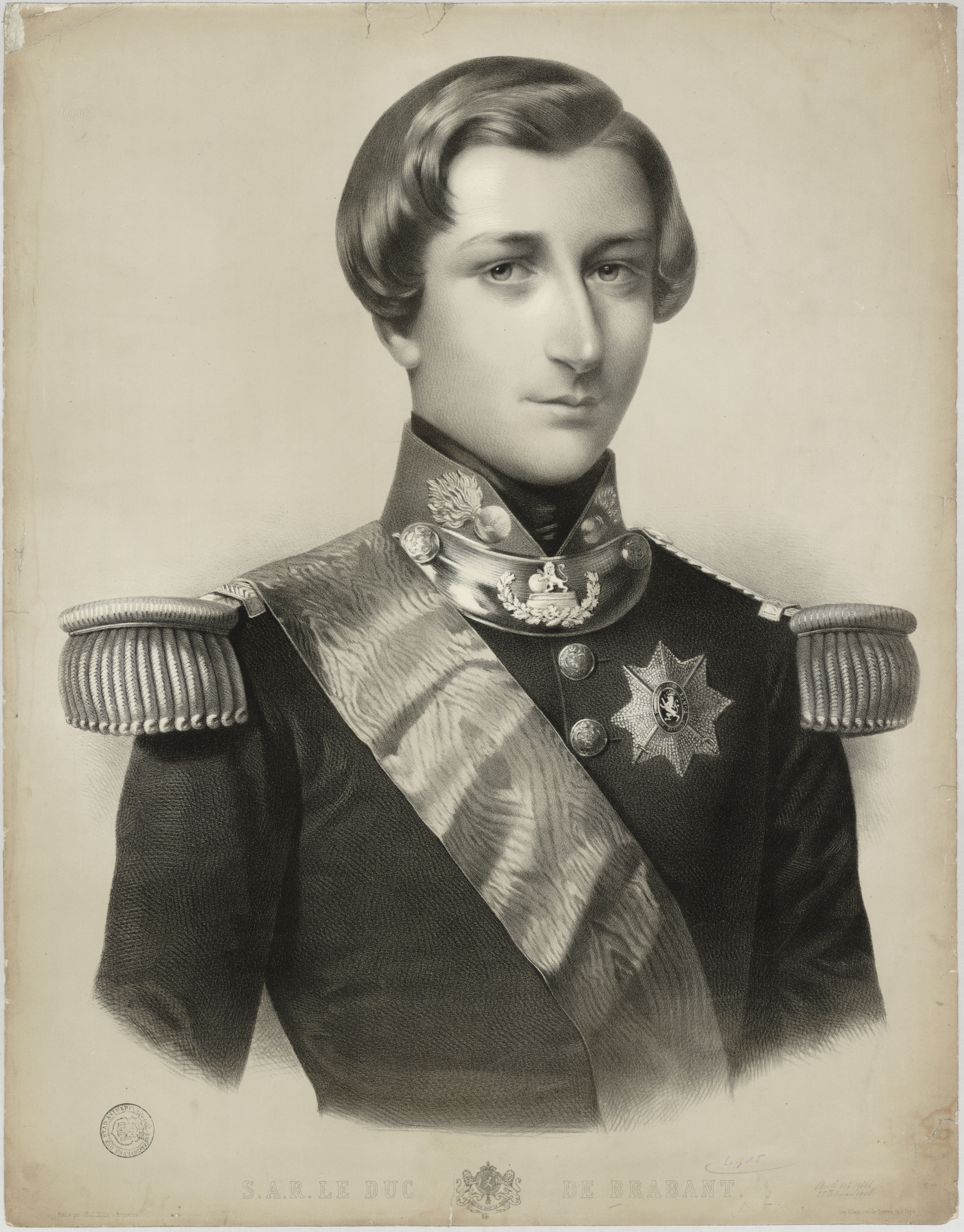
Leopold, hertog van Brabant (1853)

### Senator van rechtswege
Als prins en troonopvolger droeg Leopold de titel Hertog van Brabant en zetelde hij in de Belgische Senaat van 9 april 1853 tot 10 december 1865.

### Plannen voor een aanval op Nederland
Prins Leopold bleek vergevorderde plannen te hebben gehad om Nederland binnen te vallen. Prins Leopold stuurde in 1854 een spionagemissie naar Nederland en werkte een aanvalsplan uit. Het plan werd evenwel nooit uitgevoerd, vanwege het uitblijven van steun van Europese bondgenoten.

## Bestuur over België als koning der Belgen
Op 17 december 1865 volgde Leopold II zijn vader op als koning der Belgen.

### Frans-Duitse Oorlog
In 1870 brak de Frans-Duitse Oorlog uit. In België groeide de vrees dat het land in dit conflict tussen beide buurlanden zou verzeild geraken. De Verenigde Kamers (de gemeenschappelijke vergadering van de leden van de Kamer van volksvertegenwoordigers en de Senaat) vergaderden in buitengewone zitting over deze militaire dreiging op 8 augustus 1870. Tijdens deze vergadering gaf koning Leopold II een troonrede over de Belgische houding in de Frans-Duitse Oorlog van 1870 en sprak hij zijn hoop uit dat België zijn neutraliteit in dit conflict niet geschonden zou zien. België zou uiteindelijk niet betrokken raken in de Frans-Duitse Oorlog.

### Koning-bouwheer

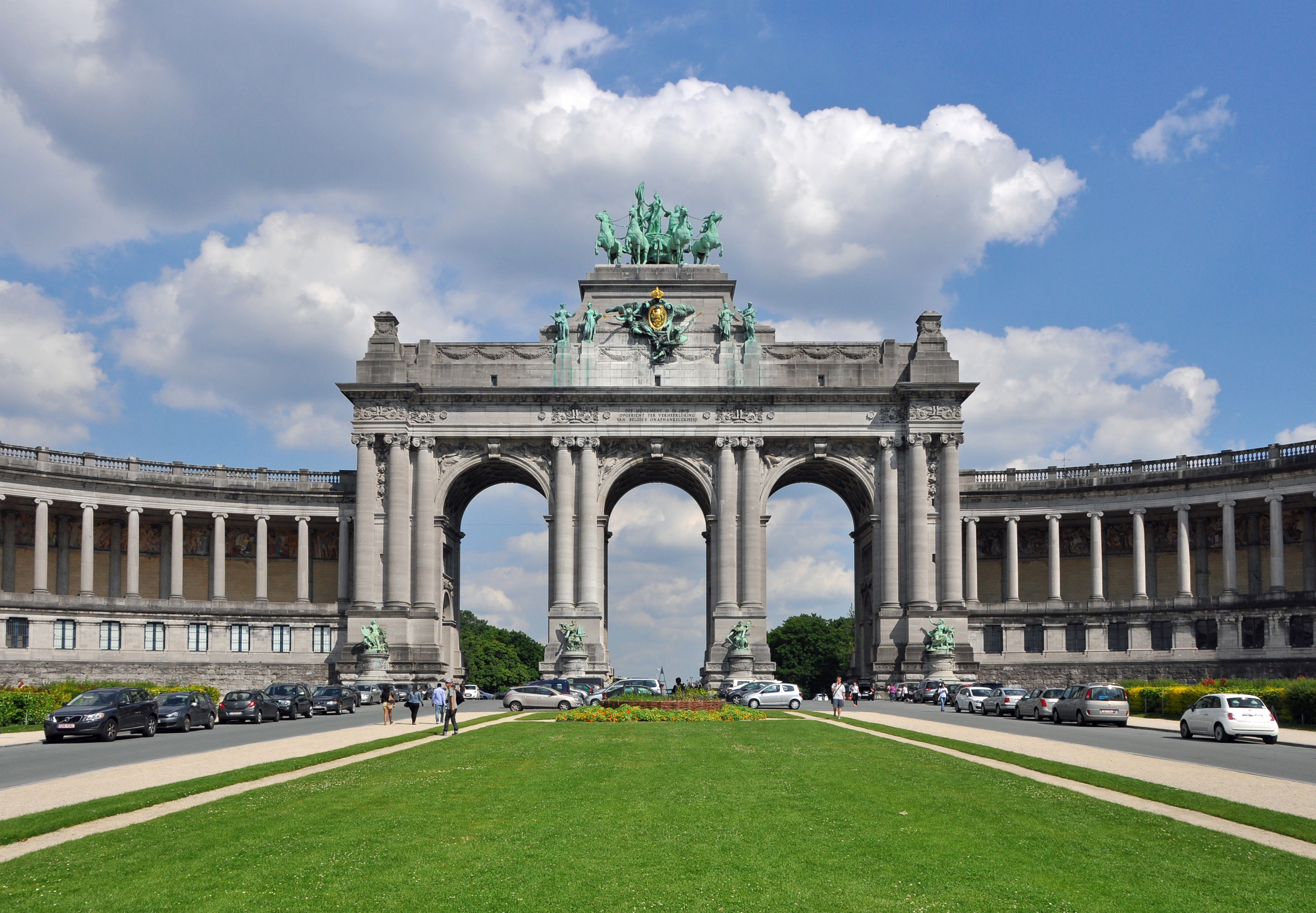
De triomfboog van het Jubelpark- complex in Brussel

Leopold gaf opdracht tot het bouwen van een groot aantal gebouwen, stadsprojecten en openbare werken. Deze projecten leverden hem het epitheton op van Koning-Bouwheer (le Roi-Bâtisseur in het Frans). De openbare gebouwen bevonden zich voornamelijk in Brussel, Oostende en Antwerpen, en omvatten de Wellingtonrenbaan, de Koninklijke Galerijen en het Maria Hendrikapark in Oostende; het Koninklijk Museum voor Midden-Afrika en het omliggende park in Tervuren; het Jubelpark met de triomfboog en het complex, het Dudenpark in Brussel en het station Antwerpen-Centraal.
Naast zijn openbare werken verwierf en bouwde hij tal van privé-eigendommen voor zichzelf binnen en buiten België. Hij breidde het terrein van het Kasteel van Laken uit en bouwde de Koninklijke Serres van Laken, de Japanse Toren en het Chinese Paviljoen bij het paleis. In de Ardennen bestonden zijn domeinen uit 6.700 hectare bossen en landbouwgronden en de kastelen van Ardenne, Ciergnon, Fenffe, Villers-sur-Lesse en Ferage. Hij bouwde ook belangrijke landgoederen aan de Franse Rivièra, waaronder de Villa des Cèdres en zijn botanische tuin, en de Villa Leopolda. Deze Villa Leopolda liet hij in 1902 bouwen in Villefranche-sur-Mer aan de Franse Azurenkust. Deze villa wordt anno 2009 beschouwd als een van de duurste huizen ter wereld.
Volgens historici als Wm. Roger Louis en Adam Hochschild zijn de leopoldiaanse bouwprojecten grotendeels gefinancierd met winsten uit de exploitatie van de Onafhankelijke Congostaat. Dat valt echter niet te rijmen met de chronologie: de constructies dateren in niet geringe mate van vóór de oprichting van Congo in 1885. Daarna duurde het nog tien jaar alvorens het Congolese rubber en ivoor Europa begon te bereiken. In 1896 had de kolonie voor het eerst een begrotingsevenwicht. Op dat moment was de transformatie van Brussel al minstens drie decennia aan de gang en waren verschillende grote projecten afgewerkt of in een eindstadium (de Louizalaan en het Ter Kamerenbos, de Overwelving van de Zenne, het Justitiepaleis, het Jubelpark …). Ondergefinancierde werven zoals de Kunstberg en de Triomfboog van het Jubelpark hebben ongetwijfeld geprofiteerd van het Congolese fortuin dat Leopold vergaarde in de bonanzajaren vóór de afstand van 1908, maar het was dus maar een deel van de gebouwen die rechtstreeks gefinancierd werd door winsten uit de exploitatie van Congo. Bijvoorbeeld het Koninklijk Museum voor Midden-Afrika in Tervuren, de Koninklijke Gaanderijen in Oostende en de vernieuwing van het Kasteel van Laken werden rechtstreeks door deze exploitatie in Congo gefinancierd.
Leopold wilde niet dat na zijn dood de verzameling landgoederen, gronden en erfgoedgebouwen die hij privé had verzameld, zouden worden verspreid onder zijn dochters, die allemaal getrouwd waren met een buitenlandse prins. In 1900 richtte hij de Koninklijke Schenking op, waarmee hij het grootste deel van zijn eigendom aan de Belgische natie schonk. Deze constructie zorgde ervoor dat latere generaties van de Belgische koninklijke familie nog steeds het voorrecht kregen om deze gebouwen te gebruiken.
In Brussel
- Het Koninklijk Paleis
- Het Kasteel van Laken
- De Koninklijke Serres van Laken
- De Basiliek van Koekelberg
- De Onze-Lieve-Vrouwekerk van Laken
- Het Justitiepaleis
- De Tervurenlaan
- Het Koninklijk Museum voor Midden-Afrika in Tervuren
- Koninklijke Musea voor Schone Kunsten van België
- Het Jubelpark

In Oostende
- De Koninklijke Gaanderijen (1902-1906)
- De Koninklijke villa (Het Koninklijk Chalet 1874)
- Het Maria Hendrikapark
- De Koninklijke stallingen en de nabijgelegen tennisclub
- De neogotische Sint-Petrus-en-Pauluskerk
- The Royal Yacht club van Oostende
- De de Smet de Naeyerbruggen
- De Koninklijke Golf Club Oostende
- eerste concept van het latere Palais des Thermes

In Antwerpen
- De Zoo van Antwerpen
- Het Centraal Station
- Het Koninklijk Museum voor Schone Kunsten

### Aanslag
Op 15 november 1902 vond een aanslag op koning Leopold II plaats. De Italiaanse anarchist Gennaro Rubino, een werkloze schrijnwerker, probeerde de koning te vermoorden. Historica Anne Morelli schreef hierover het boek Rubino, de aanslag op Leopold II. Toen de koninklijke familie terugkeerde van het Te Deum in de kathedraal, vuurde Rubino een paar schoten af naar de koets. Hij miste en werd opgepakt. Met zijn daad wilde hij de betogers wreken die in de lente van dat jaar werden neergeschoten toen ze de straat op trokken voor het algemeen stemrecht.

### Nadagen van zijn koningschap
In 1904 kreeg de koning van de Duitse keizer Wilhelm II Frans-Vlaanderen en twee miljoen pond sterling aangeboden als België de Duitsers ongehinderd door hun land zouden laten trekken bij een conflict met Frankrijk. Leopold weigerde dit aanbod.
Een van de laatste wetten die door Leopold bekrachtigd werden, was de wet op de dienstplicht waardoor één zoon per gezin (indien medisch geschikt bevonden) voor een periode soldaat moest worden. Leopold II ijverde altijd voor het afschaffen van de doodstraf in België. Iedere terdoodveroordeelde Belg kon, tijdens zijn bewind, rekenen op ondertekening van de gratieverlening.
In december 1909 onderging Leopold een darmoperatie, waarna hij een paar dagen later overleed aan een hersenbloeding. Leopold was exact 44 jaar koning en is daarmee vooralsnog de langst regerende Belgische vorst.

## Congo

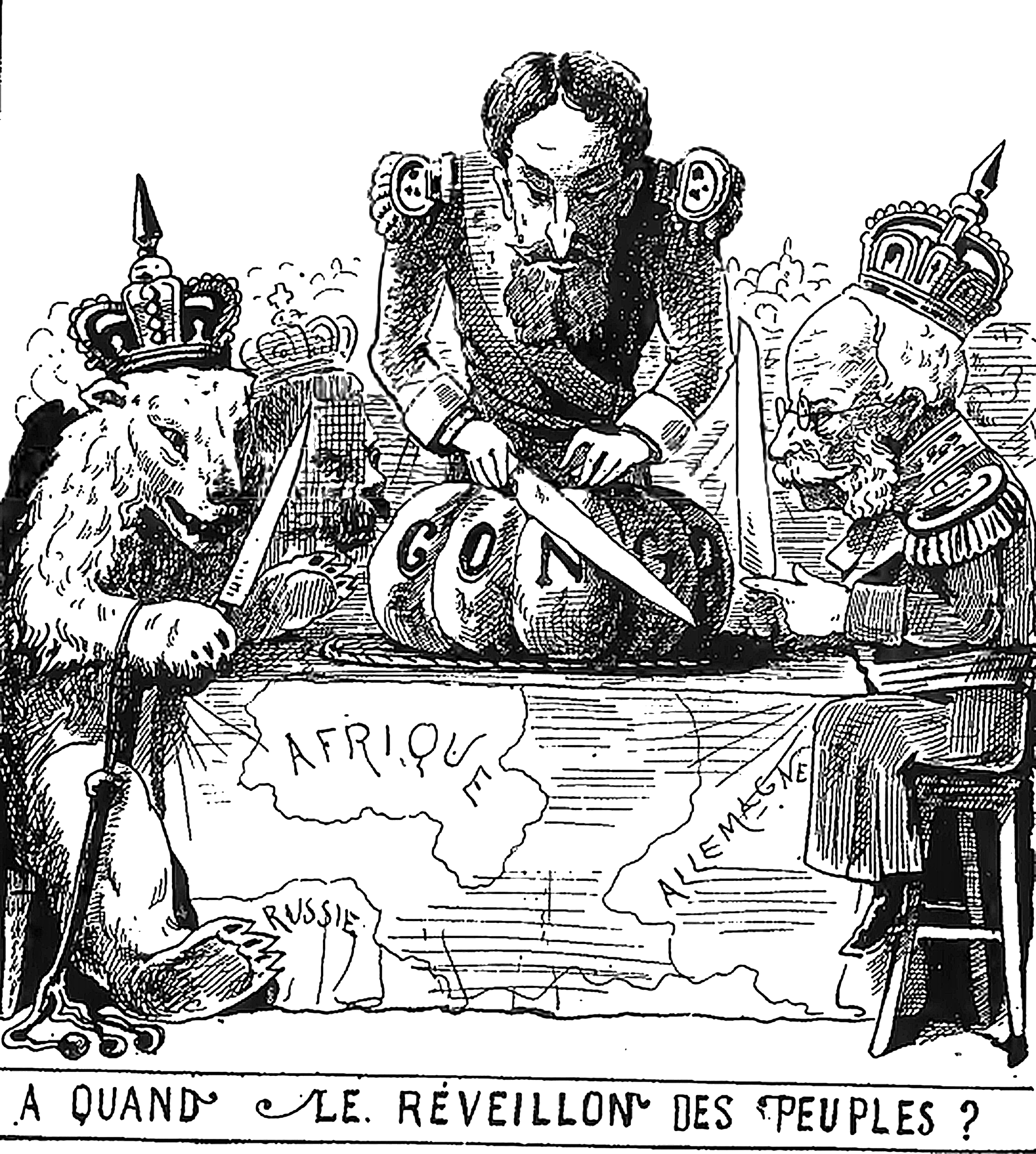
Cartoon met Leopold II en andere grootmachten op de Berlijnconferentie 1884

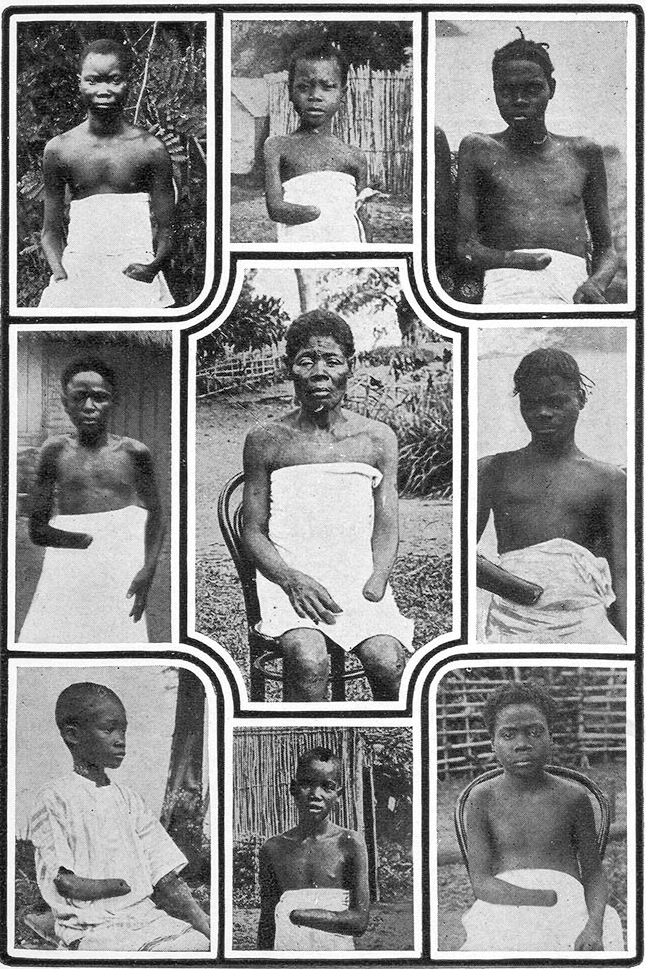
De handen van kinderen werden door sommige plantage-uitbaters afgehakt indien de hoeveelheid rubber die werd opgehaald niet voldeed aan hun verwachtingen.

Leopold was de oprichter en enige eigenaar van Congo-Vrijstaat, ook wel Onafhankelijke Congostaat genoemd, en al zijn mensen, een particulier project dat namens hem werd ondernomen. :136 Hij gebruikte ontdekkingsreiziger Henry Morton Stanley en de door hemzelf opgerichte Association internationale du Congo om hem te helpen aanspraak maken op Congo, een gebied dat nu bekend staat als de Democratische Republiek Congo. Tijdens de Conferentie van Berlijn van 1884–1885 hebben de koloniale staten van Europa zijn claim op het gebied goedgekeurd onder de voorwaarde dat de levens van de inheemse bewoners in Congo-Vrijstaat verbeterd moesten worden.:122–124
Hoewel Leopold II in zijn memorandum "Afrique" van 26 augustus 1875 in de aanloop naar de kolonisatie humanitaire bekommernissen aangaf (hij was getroffen door de gruwelverhalen over de slavernij van Livingstone):186-187, negeerde hij nadien deze voorwaarden en werden miljoenen Congolese inwoners, waaronder kinderen, verminkt en vermoord. :115,118,127 Hij leidde Congo met de Force Publique voor zijn persoonlijke verrijking.
Zijn persoonlijk fortuin kwam er in eerste instantie door het verzamelen en verhandelen van ivoor. Na een stijging van de rubberprijs vanaf 1890, dwong hij met extreem geweld de inheemse bevolking sap te verzamelen van rubberplanten, wat de opbrengsten voor zijn persoonlijk fortuin de hoogte injoeg.
Het niet halen van de rubberen inzamelquota werd bestraft met de dood. Ondertussen was de Force Publique verplicht om de hand van hun slachtoffers als bewijs te leveren wanneer ze iemand hadden neergeschoten en vermoord, omdat men dacht dat ze anders de munitie (geïmporteerd uit Europa tegen aanzienlijke kosten) zouden gebruiken voor de jacht. Als gevolg hiervan werden de rubberquota gedeeltelijk in afgehakte handen terugbetaald.
De 23 jaar onder het bewind van Leopold II worden gekenmerkt door moordpartijen, slavernij, ontvoeringen, martelingen, verkrachtingen, onthoofdingen en het afhakken van handen. De schattingen over het aantal slachtoffers variëren aanzienlijk. Peter Forbath noemde ten minste vijf miljoen. Adam Hochschild sprak van tien miljoen.
Met het gevoerde beleid is Leopold verantwoordelijk geacht voor de dood van een niet nader te schatten aantal mensen als gevolg van verminking, executie, uithongering, ziekte en ontbering. Deze toestanden werden een berucht internationaal schandaal in het begin van de 20e eeuw. Leopold II, die zijn levenseinde zag naderen, gaf toe aan de druk die op hem werd uitgeoefend en droeg, met tegenzin, de kolonie over aan de Belgische Staat, die van zijn kant in oktober 1908 de wet aannam voor de overname van die 'erfenis', waar ze niet zo happig op was. Vooral de progressief liberale kopman Georges Lorand uitte hevige kritiek in de kamer met betrekking tot een Belgische overname.
Hij gebruikte grote bedragen van de exploitatie van Congo in deze periode voor openbare en particuliere bouwprojecten in België. Hij schonk de privégebouwen vóór zijn dood aan de staat.
Hoewel het een gebied was van meer dan 2 miljoen km² dat zijn eigendom was, zette hij er nooit een voet.

### Het afstaan van Congo
Internationale oppositie en kritiek van de Katholieke Partij, Progressieve Liberalen en de Arbeidspartij zorgden ervoor dat het Belgische parlement de koning in 1908 dwong om de Congo-Vrijstaat af te staan aan België. De overeenkomst die leidde tot de overdracht kostte België het aanzienlijke bedrag van 215,5 miljoen frank. Dit werd gebruikt om de schuld van de Congo-Vrijstaat af te lossen en de obligatiehouders ervan uit te betalen, evenals 45,5 miljoen voor Leopolds bouwprojecten in België en een persoonlijke betaling van 50 miljoen aan Leopold zelf. :259 Congo-Vrijstaat werd onder parlementaire controle omgevormd tot een Belgische kolonie die bekend staat als Belgisch Congo. Leopold deed zijn uiterste best om mogelijke bewijzen van wangedrag te verbergen tijdens zijn tijd als heerser van zijn privékolonie. Het hele archief van de Congo Vrijstaat werd verbrand en hij vertelde zijn assistent dat, hoewel Congo hem was afgenomen, "ze niet het recht hebben om te weten wat ik daar deed".:294

## Huwelijkspolitiek en nalatenschap

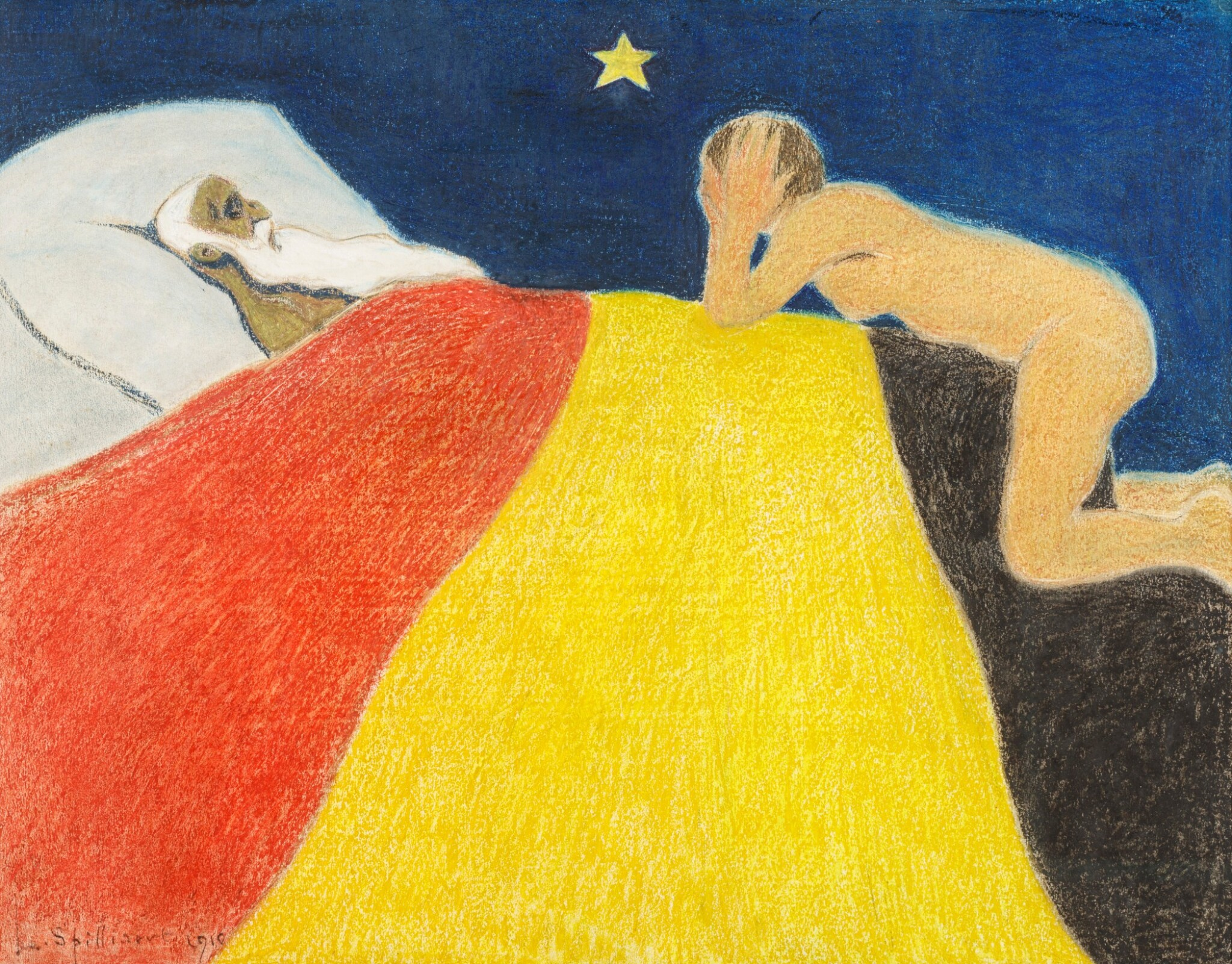
De dood van koning Leopold II (Léon Spilliaert, 1910). Zijn deken is een Belgische driekleur, in de lucht een Congolese ster.

De koning zorgde voor het uithuwelijken van zijn dochters en gebruikte hiervoor zijn verwantschap met alle grote dynastieën. Zijn zuster Charlotte was keizerin van Mexico geweest en zijn dochter was voorbestemd om keizerin te worden van Oostenrijk. Koningin Victoria van het Verenigd Koninkrijk was een volle nicht van hem. Bovendien was zijn grootvader koning der Fransen geweest. Een huwelijk was voor hem een staatszaak en dat moest zijn eigen vrouw vaak ondervinden, die haar man en het paleis regelmatig ontvluchtte naar haar verblijf in Spa.
Een voor een verdwenen zijn dochters uit België:
- Louise (1858-1924), trouwde met Filips van Saksen-Coburg en Gotha
- Stefanie (1864-1945), trouwde met kroonprins Rudolf van Oostenrijk
- Clementine (1872-1952), trouwde met Napoleon Victor Bonaparte

De meeste van deze huwelijken mislukten, waarvoor de vorst zich hevig schaamde.
Bij zijn dood ontstond er een grote rel om het geld. De koning had immers zijn dochters onterfd en zijn kastelen en paleizen als Koninklijke Schenking aan de Staat overgemaakt, onder beding dat de paleizen ter beschikking bleven van zijn opvolgers.
Vandaag is er alleen nog via de tak van het huis Bonaparte en van de familie Windisch-Graetz rechtstreekse afstamming van Leopold in leven. Leopold werd begraven in Laken.

## Standbeelden en monumenten
Er zijn enkele standbeelden gewijd aan Leopold II die verspreid over het land zijn opgericht. De meeste standbeelden dateren uit het interbellum, het hoogtepunt van de koloniaal-patriottistische propaganda. De monumenten moesten helpen om de schandaalsfeer nadat internationale commotie was ontstaan over de wreedheden in Congo-Vrijstaat weg te werken en de bevolking warm te maken voor de koloniale onderneming in Belgisch-Congo.
Met name vanwege zijn controversiële beleid in Congo zijn er meermaals voorstellen gedaan om de standbeelden uit de publieke ruimte te verwijderen of ze een andere plaats te geven. Tot 2020 zijn dergelijke voorstellen niet succesvol geweest. Tijdens de internationale protesten na de dood van George Floyd werden verschillende standbeelden van Leopold II gevandaliseerd terwijl verschillende petities die werden ondertekend door tienduizenden mensen eisten dat bepaalde of alle standbeelden werden verwijderd. Dit zorgde voor heel wat discussies tussen voor- en tegenstanders. Veel voorstanders vinden dat zowel het koningshuis als de Belgische regering excuses aan hebben te bieden aan de Congolese bevolking. Tegenstanders vinden dat het vandaliseren en verwijderen van standbeelden geen structurele oplossing is om huidig racisme tegen te gaan. Er wordt ook gepleit om bij standbeelden duidelijk te vermelden wat er in het verleden is gebeurd, wat nu vaak niet of heel beperkt het geval is. In juni 2020 besloot de stad Gent uiteindelijk om het standbeeld van Leopold II aan het zuidpark te laten verwijderen. Of en waar het beeld een nieuwe bestemming krijgt is (nog) niet bekend. Begin juni 2020 wilde een meerderheid van het Brussels Hoofdstedelijk Parlement dat er een werkgroep werd opgezet om de publieke ruimte te dekoloniseren.

## Onderscheidingen

### Belgische orden
- Grootmeester van de Leopoldsorde
- Grootmeester van de Kroonorde
- Grootmeester van de Orde van Leopold II
- Grootmeester van de Afrikaanse Ster

### Buitenlandse orden
- Ridder Orde van de Kousenband, Verenigd Koninkrijk van Groot-Brittannië en Ierland
- Grootkruis in de Orde van St-Stefanus
- Gulden Vlies, door keizer Frans Jozef in 1835
- Grootkruis Orde van Albert de Dappere, Anhalt
- Ridder Orde van Trouw
- Grootkruis Orde van de Leeuw van Zähringen, Baden
- Grootkruis St. Ferdinand Orde, Beide Siciliën
- Ridder St. Hubertus Orde, Beieren
- Grootkruis Orde van het Zuiderkruis, Portugal
- Ridder Keizerlijke Orde Pedro Primeiro, Brazilië
- Grootkruis Orde van de Dubbele Draak, China
- Ridder Orde van de Olifant, Denemarken
- Grootkruis Orde van het Zegel van Salomon, Ethiopië
- Grootkruis Legioen van Eer, Frankrijk
- Grootkruis Orde van de Verlosser, Griekenland
- Ridder St. Joris Orde, Hannover
- Grootkruis Hamehameka Orde, Hawaï
- Grootkruis Lodewijk Orde, Hessen
- Groot-Commandeur Huisorde van Hohenzollern
- Ordeketen Orde van de Allerheiligste Boodschap, Italië
- Orderketen Opperste Chrysantium Orde, Japan
- Grootkruis Orde van de Afrikaanse Onafhankelijkheid, Liberia
- Baljuw Grootkruis van Eer en Devotie, Soevereine en Militaire Orde van Malta
- Grootkruis Orde van de Wendische Kroon, Mecklenburg-Schwerin
- Grootkruis Orde van de Adelaar, Mexico
- Orde van de Heilige Karel, Monaco
- Grootkruis Orde van de Nederlandse Leeuw
- Grootkruis St. Olav Orde, Noorwegen
- Grootkruis Huis- en Verdiensteorde van Hertog Peter-Friedrich-Ludwig, Oldenburg
- Ridder Orde van het Gulden Vlies
- Grootkruis Leopoldsorde
- St. Etienne Orde
- Orde van de IJzeren Kroon
- Frans-Jozef Orde, Oostenrijk
- Grootkruis Orde van Leeuw en Zon, Perzië
- Grootkruis Orde van Toren en Zwaard en de Drie Militaire Orden, Portugal
- Ridder Orde van de Zwarte Adelaar
- Grootkruis Orde van de Rode Adelaar, Pruisen
- Ordeketen Carol I Orde
- Grootkruis Orde van de Ster, Roemenië
- Ridder St. Andreas Orde
- Grootkruis St. Anna Orde
- Ridder Alexander Nevsky Orde, Rusland
- Grootkruis St. Marino Orde, San Marino
- Ridder Orde van de Ruiterkroon
- Grootkruis Hertogelijke Huisorde, Saksen
- Grootkruis Orde van de Witte Valk, Saksen-Weimar-Eisenach
- Grootkruis Takovo Orde, Servië
- Grootkruis Orde van de Witte Olifant, Siam
- Grootkruis Karel III Orde, Spanje
- Grootkruis Orde voor Verdienste, Toscane
- Grootkruis Osmaan Orde met briljanten, Ottomaanse Rijk
- Grootkruis Orde van de Bevrijder, Venezuela
- Grootkruis Kroonorde, Württemberg
- Ordeketen Serafijnorde, Zweden

## Galerij

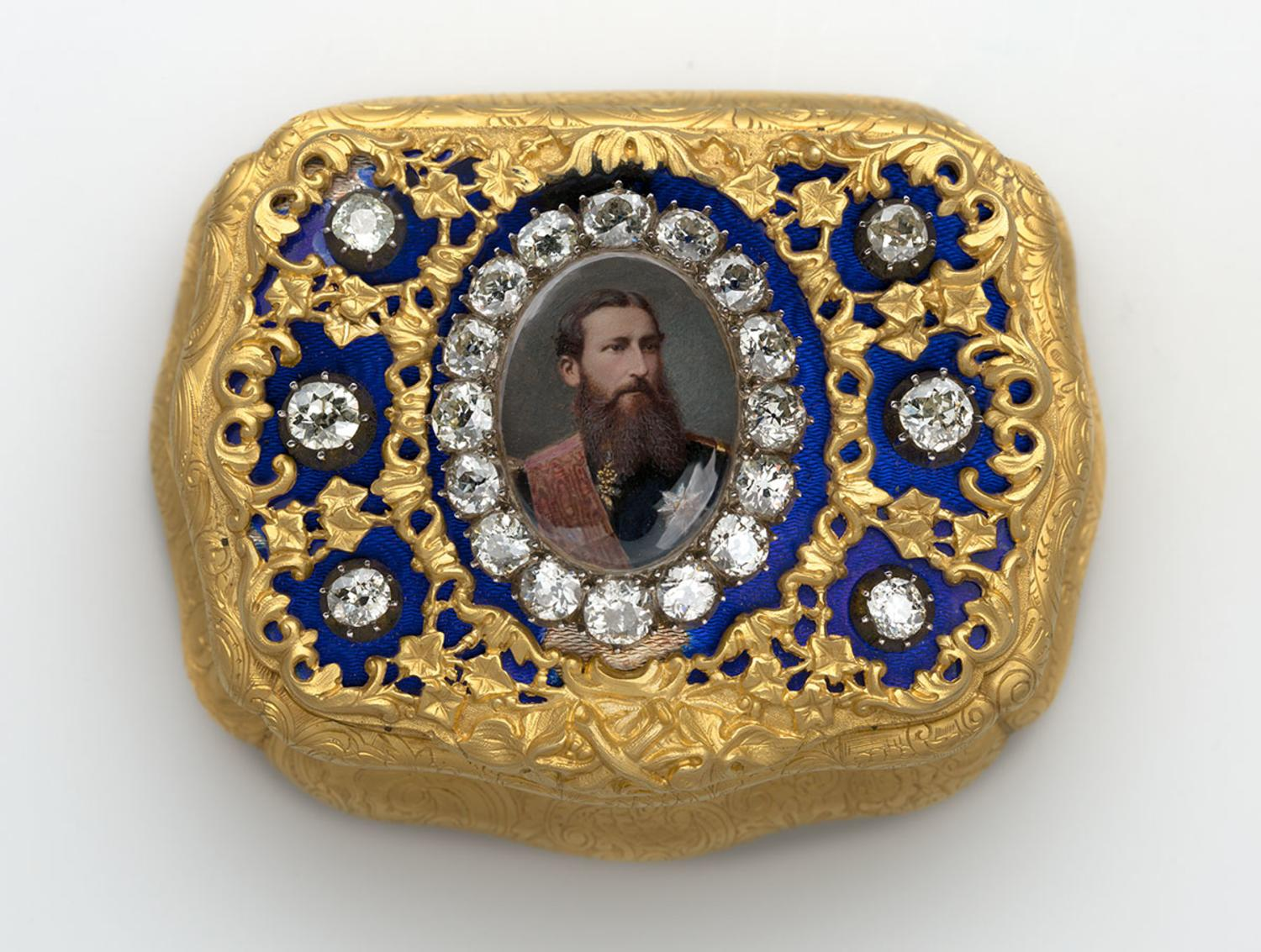
Zilveren snuifdoos met miniatuurportret van Leopold II uit de collectie van de Koning Boudewijnstichting.
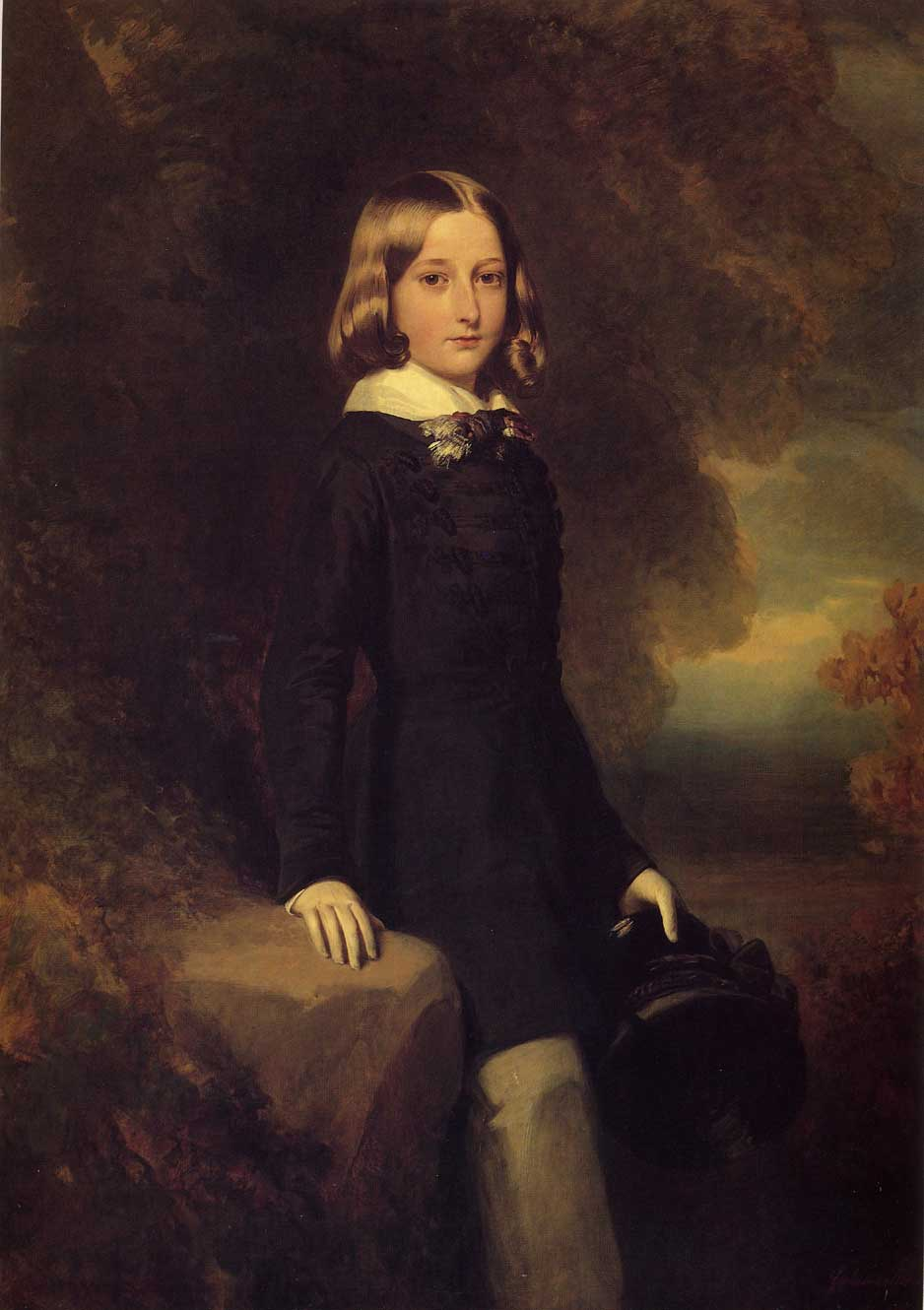
Leopold in 1844 (9 jaar oud).
Koninklijk monogram van Leopold II.
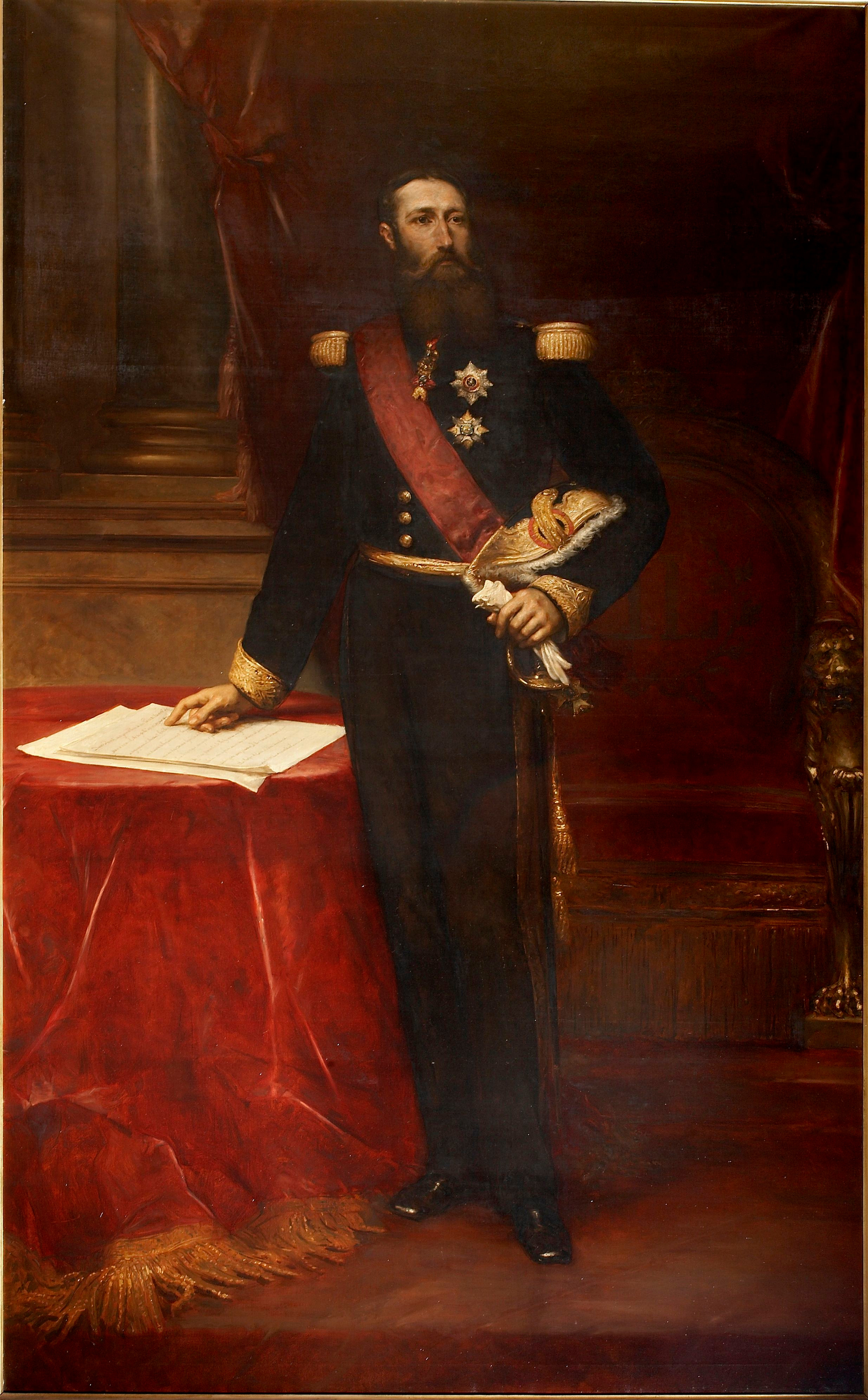
Koning Leopold II (1835-1909).
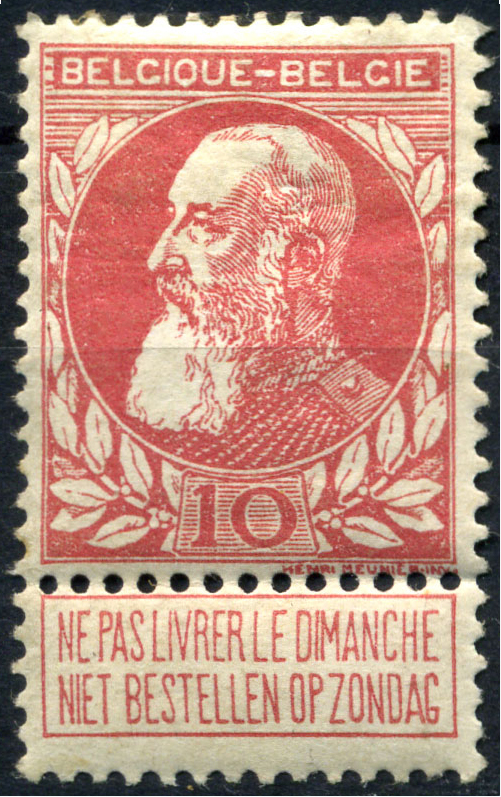
Belgische postzegel uit 1905 met de beeltenis van Leopold II.
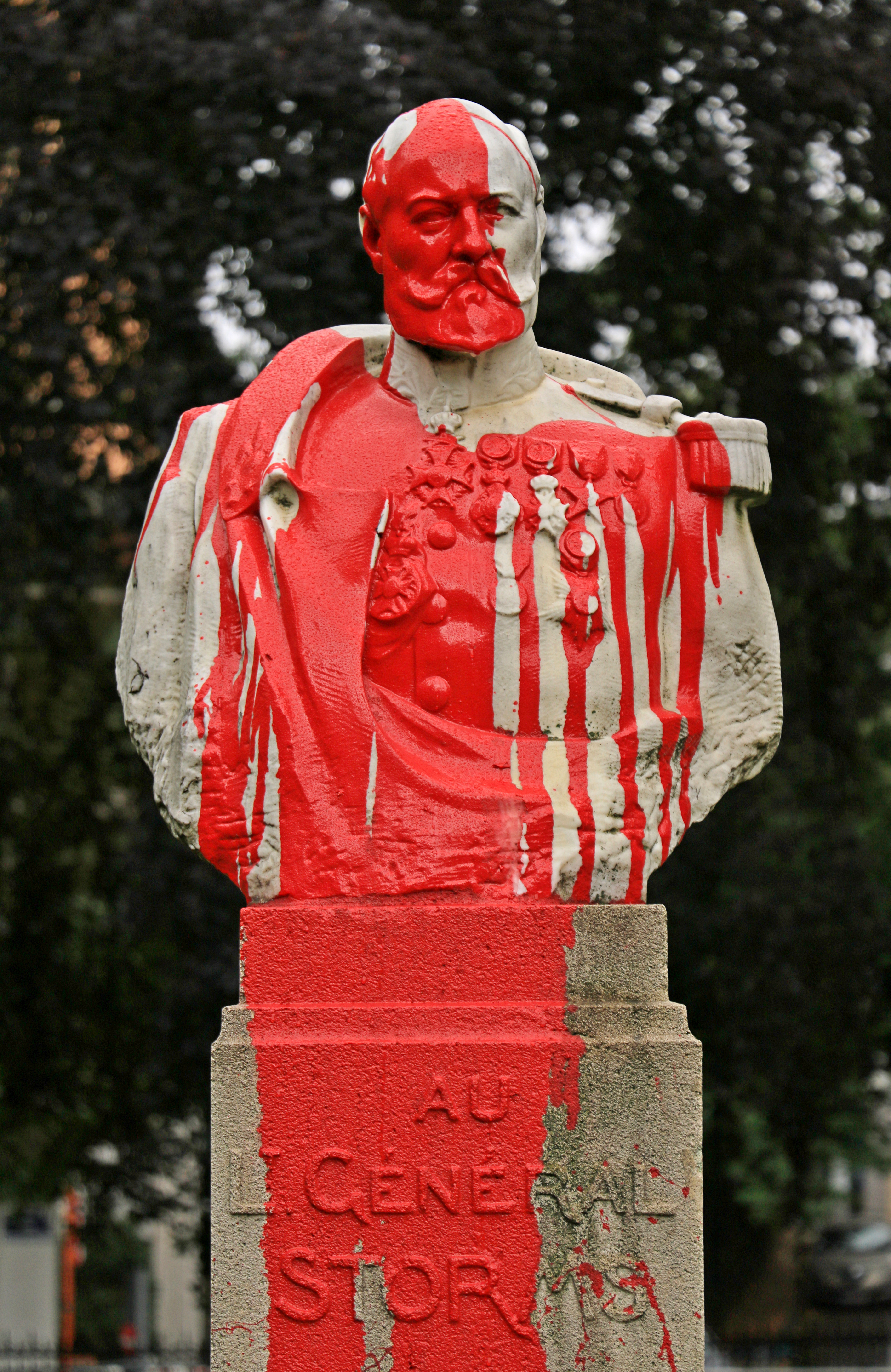
Het Monument Generaal Storms in Brussel besproeid met rode verf, symbool voor het bloed van het Congolese volk
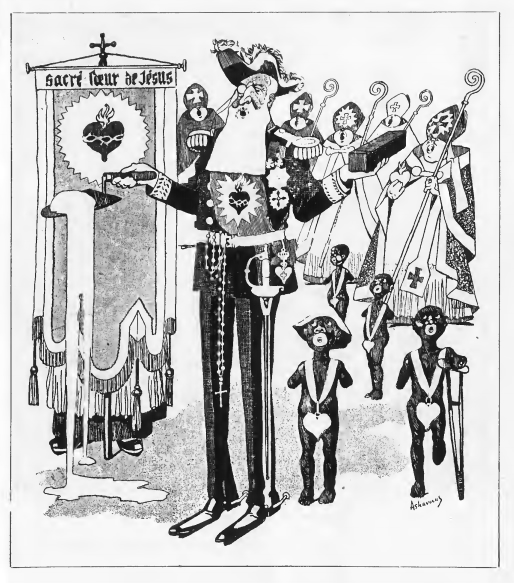
Cartoon met Leopold II die de eerste steen legt van de Basiliek van Koekelberg legt

## Kwartierstaat
| Ernst Frederik van Saksen-Coburg-Saalfeld (1724–1800) | Ernst Frederik van Saksen-Coburg-Saalfeld (1724–1800) | Ernst Frederik van Saksen-Coburg-Saalfeld (1724–1800) | Ernst Frederik van Saksen-Coburg-Saalfeld (1724–1800) | Ernst Frederik van Saksen-Coburg-Saalfeld (1724–1800) | Ernst Frederik van Saksen-Coburg-Saalfeld (1724–1800) | Sofie Antoinette van Brunswijk-Wolfenbüttel (1724-1802) | Sofie Antoinette van Brunswijk-Wolfenbüttel (1724-1802) | Sofie Antoinette van Brunswijk-Wolfenbüttel (1724-1802) | Sofie Antoinette van Brunswijk-Wolfenbüttel (1724-1802) | Sofie Antoinette van Brunswijk-Wolfenbüttel (1724-1802) | Sofie Antoinette van Brunswijk-Wolfenbüttel (1724-1802) |                                        |                                        | Hendrik XXIV van Reuss-Ebersdorf (1724-1779) | Hendrik XXIV van Reuss-Ebersdorf (1724-1779) | Hendrik XXIV van Reuss-Ebersdorf (1724-1779)          | Hendrik XXIV van Reuss-Ebersdorf (1724-1779)          | Hendrik XXIV van Reuss-Ebersdorf (1724-1779)          | Hendrik XXIV van Reuss-Ebersdorf (1724-1779)          | Caroline Ernestine van Erbach-Schönberg (1727-1796)   | Caroline Ernestine van Erbach-Schönberg (1727-1796)   | Caroline Ernestine van Erbach-Schönberg (1727-1796) | Caroline Ernestine van Erbach-Schönberg (1727-1796) | Caroline Ernestine van Erbach-Schönberg (1727-1796) | Caroline Ernestine van Erbach-Schönberg (1727-1796) |  |  | Lodewijk Filips II van Orléans (1747-1793) | Lodewijk Filips II van Orléans (1747-1793) | Lodewijk Filips II van Orléans (1747-1793) | Lodewijk Filips II van Orléans (1747-1793) | Lodewijk Filips II van Orléans (1747-1793)  | Lodewijk Filips II van Orléans (1747-1793)  | Louise Marie Adélaïde van Bourbon (1753−1821) | Louise Marie Adélaïde van Bourbon (1753−1821) | Louise Marie Adélaïde van Bourbon (1753−1821) | Louise Marie Adélaïde van Bourbon (1753−1821) | Louise Marie Adélaïde van Bourbon (1753−1821) | Louise Marie Adélaïde van Bourbon (1753−1821) |                                      |                                      | Frans I der Beide Siciliën (1777-1830) | Frans I der Beide Siciliën (1777-1830) | Frans I der Beide Siciliën (1777-1830)       | Frans I der Beide Siciliën (1777-1830)       | Frans I der Beide Siciliën (1777-1830)       | Frans I der Beide Siciliën (1777-1830)       | Maria Isabella van Bourbon (1789-1848)       | Maria Isabella van Bourbon (1789-1848)       | Maria Isabella van Bourbon (1789-1848) | Maria Isabella van Bourbon (1789-1848) | Maria Isabella van Bourbon (1789-1848) | Maria Isabella van Bourbon (1789-1848) |  |  |  |  |  |  |  |  |  |  |  |  |  |  |  |  |  |  |  |  |  |  |  |  |  |  |  |  |  |  |  |  |  |  |  |  |  |  |  |  |  |  |  |  |  |  |  |  |
| Ernst Frederik van Saksen-Coburg-Saalfeld (1724–1800) | Ernst Frederik van Saksen-Coburg-Saalfeld (1724–1800) | Ernst Frederik van Saksen-Coburg-Saalfeld (1724–1800) | Ernst Frederik van Saksen-Coburg-Saalfeld (1724–1800) | Ernst Frederik van Saksen-Coburg-Saalfeld (1724–1800) | Ernst Frederik van Saksen-Coburg-Saalfeld (1724–1800) | Sofie Antoinette van Brunswijk-Wolfenbüttel (1724-1802) | Sofie Antoinette van Brunswijk-Wolfenbüttel (1724-1802) | Sofie Antoinette van Brunswijk-Wolfenbüttel (1724-1802) | Sofie Antoinette van Brunswijk-Wolfenbüttel (1724-1802) | Sofie Antoinette van Brunswijk-Wolfenbüttel (1724-1802) | Sofie Antoinette van Brunswijk-Wolfenbüttel (1724-1802) |                                        |                                        | Hendrik XXIV van Reuss-Ebersdorf (1724-1779) | Hendrik XXIV van Reuss-Ebersdorf (1724-1779) | Hendrik XXIV van Reuss-Ebersdorf (1724-1779)          | Hendrik XXIV van Reuss-Ebersdorf (1724-1779)          | Hendrik XXIV van Reuss-Ebersdorf (1724-1779)          | Hendrik XXIV van Reuss-Ebersdorf (1724-1779)          | Caroline Ernestine van Erbach-Schönberg (1727-1796)   | Caroline Ernestine van Erbach-Schönberg (1727-1796)   | Caroline Ernestine van Erbach-Schönberg (1727-1796) | Caroline Ernestine van Erbach-Schönberg (1727-1796) | Caroline Ernestine van Erbach-Schönberg (1727-1796) | Caroline Ernestine van Erbach-Schönberg (1727-1796) |  |  | Lodewijk Filips II van Orléans (1747-1793) | Lodewijk Filips II van Orléans (1747-1793) | Lodewijk Filips II van Orléans (1747-1793) | Lodewijk Filips II van Orléans (1747-1793) | Lodewijk Filips II van Orléans (1747-1793)  | Lodewijk Filips II van Orléans (1747-1793)  | Louise Marie Adélaïde van Bourbon (1753−1821) | Louise Marie Adélaïde van Bourbon (1753−1821) | Louise Marie Adélaïde van Bourbon (1753−1821) | Louise Marie Adélaïde van Bourbon (1753−1821) | Louise Marie Adélaïde van Bourbon (1753−1821) | Louise Marie Adélaïde van Bourbon (1753−1821) |                                      |                                      | Frans I der Beide Siciliën (1777-1830) | Frans I der Beide Siciliën (1777-1830) | Frans I der Beide Siciliën (1777-1830)       | Frans I der Beide Siciliën (1777-1830)       | Frans I der Beide Siciliën (1777-1830)       | Frans I der Beide Siciliën (1777-1830)       | Maria Isabella van Bourbon (1789-1848)       | Maria Isabella van Bourbon (1789-1848)       | Maria Isabella van Bourbon (1789-1848) | Maria Isabella van Bourbon (1789-1848) | Maria Isabella van Bourbon (1789-1848) | Maria Isabella van Bourbon (1789-1848) |  |  |  |  |  |  |  |  |  |  |  |  |  |  |  |  |  |  |  |  |  |  |  |  |  |  |  |  |  |  |  |  |  |  |  |  |  |  |  |  |  |  |  |  |  |  |  |  |
|                                                       |                                                       |                                                       |                                                       |                                                       |                                                       |                                                         |                                                         |                                                         |                                                         |                                                         |                                                         |                                        |                                        |                                              |                                              |                                                       |                                                       |                                                       |                                                       |                                                       |                                                       |                                                     |                                                     |                                                     |                                                     |  |  |                                            |                                            |                                            |                                            |                                             |                                             |                                               |                                               |                                               |                                               |                                               |                                               |                                      |                                      |                                        |                                        |                                              |                                              |                                              |                                              |                                              |                                              |                                        |                                        |                                        |                                        |  |  |  |  |  |  |  |  |  |  |  |  |  |  |  |  |  |  |  |  |  |  |  |  |  |  |  |  |  |  |  |  |  |  |  |  |  |  |  |  |  |  |  |  |  |  |  |  |
|                                                       |                                                       |                                                       |                                                       | Frans van Saksen-Coburg-Saalfeld (1750-1806)          | Frans van Saksen-Coburg-Saalfeld (1750-1806)          | Frans van Saksen-Coburg-Saalfeld (1750-1806)            | Frans van Saksen-Coburg-Saalfeld (1750-1806)            | Frans van Saksen-Coburg-Saalfeld (1750-1806)            | Frans van Saksen-Coburg-Saalfeld (1750-1806)            |                                                         |                                                         |                                        |                                        |                                              |                                              | Augusta van Reuss-Ebersdorf en Lobenstein (1757-1831) | Augusta van Reuss-Ebersdorf en Lobenstein (1757-1831) | Augusta van Reuss-Ebersdorf en Lobenstein (1757-1831) | Augusta van Reuss-Ebersdorf en Lobenstein (1757-1831) | Augusta van Reuss-Ebersdorf en Lobenstein (1757-1831) | Augusta van Reuss-Ebersdorf en Lobenstein (1757-1831) |                                                     |                                                     |                                                     |                                                     |  |  |                                            |                                            |                                            |                                            | Lodewijk Filips I van Frankrijk (1773-1850) | Lodewijk Filips I van Frankrijk (1773-1850) | Lodewijk Filips I van Frankrijk (1773-1850)   | Lodewijk Filips I van Frankrijk (1773-1850)   | Lodewijk Filips I van Frankrijk (1773-1850)   | Lodewijk Filips I van Frankrijk (1773-1850)   |                                               |                                               |                                      |                                      |                                        |                                        | Marie Amélie van Bourbon-Sicilië (1782-1866) | Marie Amélie van Bourbon-Sicilië (1782-1866) | Marie Amélie van Bourbon-Sicilië (1782-1866) | Marie Amélie van Bourbon-Sicilië (1782-1866) | Marie Amélie van Bourbon-Sicilië (1782-1866) | Marie Amélie van Bourbon-Sicilië (1782-1866) |                                        |                                        |                                        |                                        |  |  |  |  |  |  |  |  |  |  |  |  |  |  |  |  |  |  |  |  |  |  |  |  |  |  |  |  |  |  |  |  |  |  |  |  |  |  |  |  |  |  |  |  |  |  |  |  |
|                                                       |                                                       |                                                       |                                                       | Frans van Saksen-Coburg-Saalfeld (1750-1806)          | Frans van Saksen-Coburg-Saalfeld (1750-1806)          | Frans van Saksen-Coburg-Saalfeld (1750-1806)            | Frans van Saksen-Coburg-Saalfeld (1750-1806)            | Frans van Saksen-Coburg-Saalfeld (1750-1806)            | Frans van Saksen-Coburg-Saalfeld (1750-1806)            |                                                         |                                                         |                                        |                                        |                                              |                                              | Augusta van Reuss-Ebersdorf en Lobenstein (1757-1831) | Augusta van Reuss-Ebersdorf en Lobenstein (1757-1831) | Augusta van Reuss-Ebersdorf en Lobenstein (1757-1831) | Augusta van Reuss-Ebersdorf en Lobenstein (1757-1831) | Augusta van Reuss-Ebersdorf en Lobenstein (1757-1831) | Augusta van Reuss-Ebersdorf en Lobenstein (1757-1831) |                                                     |                                                     |                                                     |                                                     |  |  |                                            |                                            |                                            |                                            | Lodewijk Filips I van Frankrijk (1773-1850) | Lodewijk Filips I van Frankrijk (1773-1850) | Lodewijk Filips I van Frankrijk (1773-1850)   | Lodewijk Filips I van Frankrijk (1773-1850)   | Lodewijk Filips I van Frankrijk (1773-1850)   | Lodewijk Filips I van Frankrijk (1773-1850)   |                                               |                                               |                                      |                                      |                                        |                                        | Marie Amélie van Bourbon-Sicilië (1782-1866) | Marie Amélie van Bourbon-Sicilië (1782-1866) | Marie Amélie van Bourbon-Sicilië (1782-1866) | Marie Amélie van Bourbon-Sicilië (1782-1866) | Marie Amélie van Bourbon-Sicilië (1782-1866) | Marie Amélie van Bourbon-Sicilië (1782-1866) |                                        |                                        |                                        |                                        |  |  |  |  |  |  |  |  |  |  |  |  |  |  |  |  |  |  |  |  |  |  |  |  |  |  |  |  |  |  |  |  |  |  |  |  |  |  |  |  |  |  |  |  |  |  |  |  |
|                                                       |                                                       |                                                       |                                                       |                                                       |                                                       |                                                         |                                                         |                                                         |                                                         | Leopold I van België (1790-1865)                        | Leopold I van België (1790-1865)                        | Leopold I van België (1790-1865)       | Leopold I van België (1790-1865)       | Leopold I van België (1790-1865)             | Leopold I van België (1790-1865)             |                                                       |                                                       |                                                       |                                                       |                                                       |                                                       |                                                     |                                                     |                                                     |                                                     |  |  |                                            |                                            |                                            |                                            |                                             |                                             |                                               |                                               |                                               |                                               | Louise Marie van Orléans (1812-1850)          | Louise Marie van Orléans (1812-1850)          | Louise Marie van Orléans (1812-1850) | Louise Marie van Orléans (1812-1850) | Louise Marie van Orléans (1812-1850)   | Louise Marie van Orléans (1812-1850)   |                                              |                                              |                                              |                                              |                                              |                                              |                                        |                                        |                                        |                                        |  |  |  |  |  |  |  |  |  |  |  |  |  |  |  |  |  |  |  |  |  |  |  |  |  |  |  |  |  |  |  |  |  |  |  |  |  |  |  |  |  |  |  |  |  |  |  |  |
|                                                       |                                                       |                                                       |                                                       |                                                       |                                                       |                                                         |                                                         |                                                         |                                                         | Leopold I van België (1790-1865)                        | Leopold I van België (1790-1865)                        | Leopold I van België (1790-1865)       | Leopold I van België (1790-1865)       | Leopold I van België (1790-1865)             | Leopold I van België (1790-1865)             |                                                       |                                                       |                                                       |                                                       |                                                       |                                                       |                                                     |                                                     |                                                     |                                                     |  |  |                                            |                                            |                                            |                                            |                                             |                                             |                                               |                                               |                                               |                                               | Louise Marie van Orléans (1812-1850)          | Louise Marie van Orléans (1812-1850)          | Louise Marie van Orléans (1812-1850) | Louise Marie van Orléans (1812-1850) | Louise Marie van Orléans (1812-1850)   | Louise Marie van Orléans (1812-1850)   |                                              |                                              |                                              |                                              |                                              |                                              |                                        |                                        |                                        |                                        |  |  |  |  |  |  |  |  |  |  |  |  |  |  |  |  |  |  |  |  |  |  |  |  |  |  |  |  |  |  |  |  |  |  |  |  |  |  |  |  |  |  |  |  |  |  |  |  |
|                                                       |                                                       |                                                       |                                                       |                                                       |                                                       |                                                         |                                                         |                                                         |                                                         |                                                         |                                                         |                                        |                                        |                                              |                                              |                                                       |                                                       |                                                       |                                                       |                                                       |                                                       |                                                     |                                                     |                                                     |                                                     |  |  |                                            |                                            |                                            |                                            |                                             |                                             |                                               |                                               |                                               |                                               |                                               |                                               |                                      |                                      |                                        |                                        |                                              |                                              |                                              |                                              |                                              |                                              |                                        |                                        |                                        |                                        |  |  |  |  |  |  |  |  |  |  |  |  |  |  |  |  |  |  |  |  |  |  |  |  |  |  |  |  |  |  |  |  |  |  |  |  |  |  |  |  |  |  |  |  |  |  |  |  |
|                                                       |                                                       |                                                       |                                                       |                                                       |                                                       |                                                         |                                                         |                                                         |                                                         |                                                         |                                                         |                                        |                                        |                                              |                                              |                                                       |                                                       |                                                       |                                                       |                                                       |                                                       |                                                     |                                                     |                                                     |                                                     |  |  |                                            |                                            |                                            |                                            |                                             |                                             |                                               |                                               |                                               |                                               |                                               |                                               |                                      |                                      |                                        |                                        |                                              |                                              |                                              |                                              |                                              |                                              |                                        |                                        |                                        |                                        |  |  |  |  |  |  |  |  |  |  |  |  |  |  |  |  |  |  |  |  |  |  |  |  |  |  |  |  |  |  |  |  |  |  |  |  |  |  |  |  |  |  |  |  |  |  |  |  |
|                                                       |                                                       |                                                       |                                                       |                                                       |                                                       |                                                         |                                                         |                                                         |                                                         |                                                         |                                                         | Lodewijk Filips van België (1833-1834) | Lodewijk Filips van België (1833-1834) | Lodewijk Filips van België (1833-1834)       | Lodewijk Filips van België (1833-1834)       | Lodewijk Filips van België (1833-1834)                | Lodewijk Filips van België (1833-1834)                |                                                       |                                                       | Leopold II van België (1835-1909)                     | Leopold II van België (1835-1909)                     | Leopold II van België (1835-1909)                   | Leopold II van België (1835-1909)                   | Leopold II van België (1835-1909)                   | Leopold II van België (1835-1909)                   |  |  | Filips van België (1837-1905)              | Filips van België (1837-1905)              | Filips van België (1837-1905)              | Filips van België (1837-1905)              | Filips van België (1837-1905)               | Filips van België (1837-1905)               |                                               |                                               | Charlotte van België (1840–1927)              | Charlotte van België (1840–1927)              | Charlotte van België (1840–1927)              | Charlotte van België (1840–1927)              | Charlotte van België (1840–1927)     | Charlotte van België (1840–1927)     |                                        |                                        |                                              |                                              |                                              |                                              |                                              |                                              |                                        |                                        |                                        |                                        |  |  |  |  |  |  |  |  |  |  |  |  |  |  |  |  |  |  |  |  |  |  |  |  |  |  |  |  |  |  |  |  |  |  |  |  |  |  |  |  |  |  |  |  |  |  |  |  |